# 劉達 (教育者)
劉 達（りゅう たつ、1911年2月5日 - 1994年4月28日）は、中華人民共和国の教育者・政治家。黒竜江省肇州県郭爾羅斯後旗出身。元黒竜江省ハルビン市市長、林業部副部長、清華大学学長。中国共産党第12回全国人民代表大会代表。第六回全国人民代表大会常務委員会委員。

## 経歴
1911年2月5日、黒竜江省肇州県郭爾羅斯後旗で生まれる。北平輔仁大学を卒業。1936年に中国共産党入党。1946年、黒竜江省ハルビン市市長に就任。1955年、中央に移り、林業部副部長（次官）に就任。1948年から1963年まで東北農学院（現在の東北農業大学）院長を務め、1952年から1963年まで東北林学院（現在の東北林業大学）院長を務め、1963年5月から1975年11月まで中国共産党中国科学技術大学委員会書記を務めました。
文化大革命の間に残酷な迫害を受け、1972年に仕事を再開しました。中国科学技術大学党委員会書記、革委員会主任を務めています。1975年に国務院国家標準計量総局局長に転任した。1977年4月29日、中国共産党中央委員会は劉達を中国共産党清華大学委員会書記、革命委員会主任に任命しました。